# Olgafrankite
L'olgafrankite (simbolo IMA: Ofk) è un raro minerale del supergruppo della perovskite, all'interno del quale viene collocato nel gruppo delle perovskiti non stechiometriche; appartiene alla famiglia minerale dei "solfuri e solfosali" e possiede composizione chimica Ni3Ge.

## Etimologia e storia
Il minerale è stato ratificato dall'Associazione Mineralogica Internazionale (IMA) nel 2024; la sua località tipo si trova in Russia, sul massiccio Dzheltul'skii (67.2225°N 88.42056°E) nel territorio di Krasnojarsk.

## Classificazione
Essendo stata riconosciuta dall'Associazione Mineralogica Internazionale come minerale indipendente nel 2024, l'olgafrankite non è elencata nella Sistematica dei lapis (Lapis-Systematik) di Stefan Weiß, né nella classificazione dei minerali di Dana, né tantomeno nella nona edizione della sistematica dei minerali di Strunz, che è stata aggiornata dall'IMA fino al 2009.
Il minerale è però presente nell'edizione successiva, proseguita dal database "mindat.org" e chiamata Classificazione Strunz-mindat, dove è elencato nella classe "2. Solfuri e solfosali (solfuri, seleniuri, tellururi; arseniuri, antimoniuri, bismuturi; solfoarseniuri, solfoantimonuri, solfobismuturi, ecc.)" e nella sottoclasse "2.A Leghe"; questa viene ulteriormente suddivisa in base alla composizione del minerale, in modo che l'olgafrankite possa essere trovata nella sezione "2.AB Leghe Ni-metalloide", dove è in attesa di assegnazione di un gruppo.

## Abito cristallino
L'olgafrankite cristallizza nel sistema cubico nel gruppo spaziale Pm3m (gruppo nº 221) con la costante di reticolo a= 3,5784(2) Å.

## Origine e giacitura
L'olgafrankite è un minerale rarissimo ed è stata trovata solo nella sua località tipo, il massiccio Dzheltul'skii nel territorio russo di Krasnojarsk.
Il campione tipo del minerale è depositato presso la collezione del museo mineralogico presso il dipartimento di geologia dell'università di San Pietroburgo con il numero di catalogo 1/20138 (olotipo) e presso il museo mineralogico "Fersman" dell'Accademia russa delle scienze di Mosca, con il numero di catalogo 6156/1.